# Pedro Aladio
Pedro Aladio de María (Montevideo, Uruguay, 28 de noviembre de 1874-ídem, 12 de agosto de 1934) fue un magistrado uruguayo, miembro de la Alta Corte de Justicia de su país desde 1931 hasta su muerte en 1934 (año en que pasó a denominarse Suprema Corte de Justicia).

## Nacimiento
Nació en Montevideo el 28 de noviembre de 1874, hijo de Lorenzo Alladio y Ana de María, ambos italianos.
Según su acta de bautismo, su apellido original era Alladio, pero utilizó siempre Aladio.

## Carrera judicial (1904-1934)

### Juez de Paz
Tras graduarse como abogado en la Facultad de Derecho de la Universidad Mayor de la República, el 27 de enero de 1904 ingresó a la carrera judicial como Juez de Paz de la 20.ª sección judicial de Montevideo. 
En enero de 1905 fue transferido al mismo cargo de la 14.ª sección de la capital.

### En el interior del país
En diciembre de 1907 fue designado como Juez Letrado de Tacuarembó, cargo que desempeñó hasta mayo de 1910, cuando fue nombrado Juez Letrado de Durazno.
En enero de 1918 pasó a ocupar la titularidad del Juzgado Letrado Civil, Comercial y Correccional de Paysandú, recién creado.

### En Montevideo
En octubre de 1919 fue ascendido a Montevideo como Juez Letrado Correccional de Primer Turno.
En diciembre de 1921 pasó a ejercer como Juez Letrado Civil de Tercer Turno.
El 29 de octubre de 1928 fue nombrado como uno de los primeros tres ministros del Tribunal de Apelaciones de Tercer Turno, que acababa de crearse.

### Alta Corte de Justicia
Finalmente, el 3 de diciembre de 1931 la Asamblea General lo eligió para integrar como ministro la Alta Corte de Justicia en reemplazo del fallecido Teófilo Piñeyro. 
Juró su cargo el mismo día.
Permaneció durante menos de tres años en la Alta Corte de Justicia, la que al entrar en vigencia la Constitución de 1934, el 18 de mayo de dicho año, pasó a denominarse Suprema Corte de Justicia.

## Fallecimiento
Pocos meses después, el 12 de agosto de 1934, Aladio falleció a los 59 años.
La vacante producida por su muerte y la generada por el retiro del ministro Abel Pinto en octubre del mismo año fueron llenadas recién en marzo de 1935 con la elección de Blas Vidal y Mariano Pereira Núñez.
Poco después de su fallecimiento, el Parlamento aprobó una ley por la que se concedió una pensión a su viuda e hijos.